# Hugo Hauke
Hugo Hauke (* 27. Oktober 1885 in Neisse; † 25. August 1967) war ein deutscher Mediziner und SA-Führer, zuletzt im Rang eines SA-Sanitätsgruppenführers.

## Laufbahn
Nach dem Ersten Weltkrieg arbeitete Hauke als Mediziner in Schlesien, wo er unter anderem Chefarzt der Chirurgischen Abteilung des Städtischen Krankenanstalten in Kattowitz und als Chirurg in Breslau tätig war. In den 1920er und 1930er Jahren veröffentlichte er zahlreiche Aufsätze in medizinischen Fachzeitschriften. Weite Verbreitung fand das von ihm verfasste Unterrichtsbuch der deutschen Frauenvereine vom Roten Kreuz, das seit 1932 in zahlreichen Auflagen erschien.
Größere Aufmerksamkeit in Fachkreisen erfuhr die von Hauke entwickelte Behandlungsmethode, Tuberkulosepatienten zur Beschleunigung des Heilungsprozesses Paraffin in den Brustkorb zu injizieren.
Seit etwa 1930 gehörte Hauke der Sturmabteilung (SA) an, in der er Aufgaben als Arzt übernahm. Bis 1932 stieg er zum obersten Arzt der SA in Schlesien auf. Zum 1. April 1933 wurde er in den Rang eines SA-Sanitätsgruppenführers befördert.

## Schriften
- Die Wietingsche Operation, 1912.
- Unterrichtsbuch für die weiblichen Hilfskräfte der deutschen Frauenvereine vom Roten Kreuz, Berlin 1932. (Neuauflagen 1935, 1936 und 1937)